# Franciszek Paszkowski (generał)

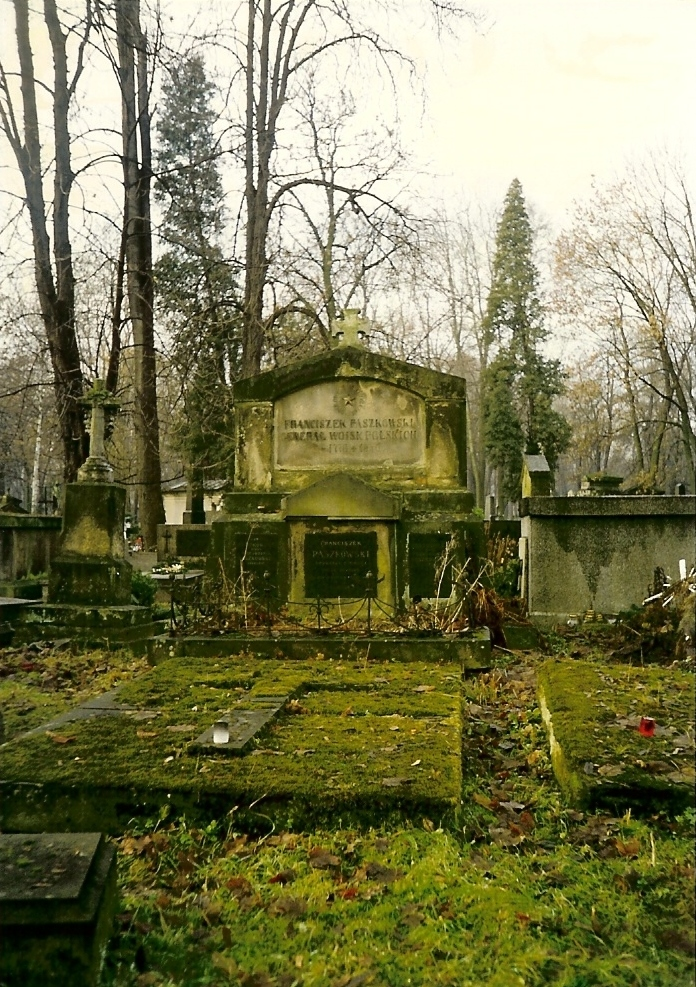
Grobowiec gen. Franciszka Paszkowskiego na krakowskim cmentarzu Rakowickim

Franciszek Maksymilian Paszkowski (ur. 12 października 1778 w Brodach na Podolu, zm. 10 marca 1856 w Krakowie) – generał brygady Armii Księstwa Warszawskiego, odznaczony Krzyżem Kawalerskim Orderu Virtuti Militari.
Z wyróżnieniem ukończył studia na wydziale filozoficznym uniwersytetu we Lwowie. Uczestnik kompanii legionów w latach 1797–1801, wojen napoleońskich w latach 1804–1813 oraz powstania listopadowego. Przyjaciel, spadkobierca i twórca biografii Tadeusza Kościuszki. Działacz dobroczynny i oświatowy, członek Towarzystwa Naukowego Krakowskiego.

## Służba wojskowa
W maju 1797 roku wyemigrował do Włoch, gdzie wstąpił do Legionów Polskich. Początkowo mianowany sierżantem III batalionu 2 legii, szybko awansował i we wrześniu 1798 roku uzyskał stopień kpt. adiutanta majora. Udzielał się w działalności oświatowej i miał swój wkład w redagowaniu i rozprowadzaniu „Dekady Legionowej” (zwanej także Dekadą).
W czasie wojny z II koalicją antyfrancuską we wrześniu 1800 roku otrzymał przydział na kapitana w Legii Włoskiej. W 1801 roku poznał Tadeusza Kościuszkę i następne trzy lata spędził u jego boku, zbierając materiały do biografii. W latach 1804–1805 przebywał w obozie warownych Châlons-sur-Marne. Wobec groźby wojny z Austrią powołano go do rezerwy kawalerii marszałka Joachima Murata. W czasie wojny z III koalicją antyfrancuską odznaczył się w bitwie pod Austerlitz.
W 1806 roku, razem z marszałkiem Muratem, przybył do Warszawy. Książę Józef Poniatowski przeniósł go do swojej Legii, do I batalionu 3 p.p. w randze podpułkownika. Szybko awansował, osiągając w grudniu 1807 roku stopień pułkownika i szefa sztabu Legii. W marcu 1807 roku, dzięki rekomendacji Poniatowskiego, Paszkowski został jednym z fligeladiutantów księcia warszawskiego Fryderyka Augusta. W maju 1812 r. awansował na generała brygady. W czasie kompanii rosyjskiej w 1812 roku dowodził 2 brygadą 16 Dywizji Piechoty gen. Józefa Zajączka. Brał udział w bitwie pod Smoleńskiem, Borodino i Czirikowem. Następnie przejął po gen. Józefie Zajączku dowództwo 16 Dywizji. W grudniu 1812 roku ciężko chory znalazł się w Warszawie i ze względu na zły stan zdrowia musiał wycofać się z aktywnego życia politycznego. Po rekonwalescencji otrzymuje rozkaz o przejęciu komendy zakładu VIII korpusu. Po kapitulacji Drezna dostał się do niewoli austriackiej i przebywał w węgierskim mieście Zalaegerszeg.
Po traktacie paryskim powrócił do kraju w 1814 roku. Został sekretarzem Komitetu Wojskowego, utworzonego w tym samym roku. W styczniu 1815 roku zrezygnował z funkcji sekretarza, a wkrótce potem skreślony ze stanu służby armii Królestwa Polskiego.
Po odejściu ze służby wojskowej wyjechał za granicę, odwiedzając Kościuszkę oraz Fryderyka Augusta. Następnie osiedlił się w Rzeczypospolitej Krakowskiej, obejmując w 1820 roku w wieczystą dzierżawę wieś Tonie. Po śmierci Kościuszki otrzymał spadek, a po sprowadzeniu zwłok do Krakowa zajmował się organizacją uroczystości pogrzebowych. Był jednym z inicjatorów usypania Kopca Kościuszki w Krakowie i przewodniczącym komitetu jego budowy.
Zmarł w Krakowie 10 marca 1856 roku i został pochowany na cmentarzu Rakowickim, w grobowcu rodzinnym, w pasie 11. Już po jego śmierci ukazały się jego prace: „Dzieje Tadeusza Kościuszki pierwszego Naczelnika Polaków” oraz „Książę Józef Poniatowski”. W 1926 roku wszystkie pamiątki po Tadeuszu Kościuszce otrzymało Muzeum Narodowe w Krakowie.

## Odznaczenia
- Kawaler Orderu Legii Honorowej
- Oficer Orderu Legii Honorowej
- Wojskowy Krzyż Polski (Virtuti Militari)
- Order Wojskowy Świętego Henryka